# Люка Гурна-Дуат
Люка Гурна-Дуат (фр. Lucas Gourna-Douath, нар. 5 серпня 2003, Вільнев-Сен-Жорж) — французький футболіст центральноафриканського походження, півзахисник австрійського клубу «Ред Булл» (Зальцбург). На умовах оренди грає за «Рому».

## Клубна кар'єра
Гурна-Дуа народився у Вільнев-Сен-Жоржі у Франції і почав грати у футбол у команді «Льєсен», після чого з 2012 по 2017 рік перебував у академії «Сенар-Муассі», а потім один рік займався футболом у клубі «Торсі». 2018 року Люка перебрався до академії вищолігового «Сент-Етьєна», де його вважали одним із найперспективніших гравців свого покоління. Вражаючи своєю зрілістю, він був переведений до резервної команди лише у 16 років, де швидко став одним з найкращих гравців.
5 червня 2020 року він підписав свій перший професійний контракт на три сезони. Гурна-Дуат дебютував за першу команду 12 вересня 2020 року під керівництвом Клода Пюеля під час матчу Ліги 1 проти «Страсбура» (2:0), вийшовши на поле на заміну замість Аділа Аушіша. Його дуже хороший дебют у віці лише 17 років був помічений на міжнародному рівні, завдяки чому німецький сайт Transfermarkt включив його до списку найкращих гравців, які розпочали свою професійну кар'єру в сезоні 2020/21 років. Він швидко став основним гравцем рідної команди і за два сезони провів за «зелено-білих» 65 матчів в усіх турнірах, забивши 1 гол.
13 липня 2022 року Люка Гурна-Дуат приєднався до австрійського клубу «Ред Булл» (Зальцбург), підписавши контракт до червня 2027 року. Сума трансферу становила 15 млн євро, що стало рекордним трансфером в історії австрійського футболу. Спочатку молодого француза відправили у фарм-клуб «Ліферінг», за який гравець зіграв один матч у 2-й лізі, після чого був переведений до основи і дебютував у складі «Ред Булла» наприкінці серпня 2022 року в кубковій грі проти «Уніона» (Гуртен). У першому ж сезоні виграв з командою чемпіонат Австрії.

## Виступи за збірну
У 2018—2019 роках Люка виступав за збірну Франції до 16 років. З 2019 року Люка став виступати за юнацьку збірну Франції до 17 років, при цьому у своєму першому матчі 22 жовтня проти Гібралтару забив перший гол і віддав результативну передачу, взявши участь у розгромній перемозі своєї команди з рахунком 8:0. Згодом грав за юнацькі команди до 19 та 20 років.
Свій перший матч у молодіжній збірній Франції Люка Гурна-Дуат провів 17 жовтня 2023 року проти Кіпру, вийшовши на заміну замість Леслі Угочукву.

## Досягнення
- Чемпіон Австрії: 2022/23